# ویکی‌پدیای وینارایی
ویکی‌پدیای وینارایی یک نسخه از ویکی‌پدیا به زبان وینارایی است که در دسامبر ۲۰۰۶ تأسیس شد.
- در ۲۶ اوت ۲۰۱۰ دارای ۱۰۰٬۰۰۰ مقاله بود و در رتبهٔ ۳۵ قرار داشت.
- در ۱۵ ژوئیهٔ ۲۰۱۱، این دانشنامه با بیش از ۱۰۲٬۱۰۰ مقاله در رتبهٔ سی‌وهفتم ویکی‌پدیاها قرار داشت.
- در ۲۳ مارس ۲۰۱۳ (۳ فروردین ۱۳۹۲)، با رشد ناگهانی این ویکی با داشتن بیش از ۳۱۰٬۰۰۰ مقاله، ویکی‌پدیای فارسی را پشت‌سر نهاد و به رتبهٔ ۱۹ ویکی‌ها رسید.
- در ۹ ژوئیهٔ ۲۰۱۴ (۱۸ تیر ۱۳۹۳)، با ادامهٔ رشد سریع خود، با بیش از ۱٬۰۷۳٬۰۰۰ مقاله در رتبهٔ دهم قرار داشت.
- در ۱۷ نوامبر ۲۰۱۵ تعداد ۱٬۲۵۹٬۳۷۰ مقاله دارد و این در حالی است که این ویکی فقط دو نفر مدیر و ۱۰۲ کاربر فعال دارد. اکثر مقالات این ویکی توسط ربات تولید شده‌است.[۲][۳][۴]

ویکی‌پدیای وینارایی، هم‌اکنون ۲۶ مارس ۲۰۲۵ میلادی، تعداد ۶۲٬۳۳۷ کاربرِ ثبت‌نام‌کرده، ۳ مدیر، و ۱٬۲۶۶٬۶۴۵ مقاله دارد.